# Visconde de Ervedal
Visconde de Ervedal é um título nobiliárquico criado por D. Luís I de Portugal, por Decreto de 19 de Julho e Carta de 12 de Agosto de 1870, em favor de João Pedro Maria Lobo de Castro Pimentel de Padilha.
Titulares
1. João Pedro Maria Lobo de Castro Pimentel de Padilha, 1.º Visconde de Ervedal.